# دايسيكلومين
دايسيكلومين (بالإنجليزية: Dicyclomine)‏ هو مركب مصنع من الأمينات الثلاثية مضاد للتقلصات له تأثير ضعيف مضاد للكولينيرجيك وتأثير مباشر على العضلات الملساء فيرخيها ويقلل من توفرها في الجرعات العلاجية المسموح بها ويقلل من تقلص عضلات الجهاز الهضمي، القنوات المرارية، المسالك البولية، الحالب. ليس له تأثير مباشر مثل الأتروبين على الغدد اللعابية، غدد العرق، الجهاز الهضمي. يستعمل لاضطرابات وظائف الجهاز المعدي والمعوي، مثل الإسهال الوظيفي، زيادة حركة الأمعاء، القولون الحاد، ظاهرة الألتواء الطحالي.